# Dalkarlskölen
Dalkarlskölen este o arie protejată (arie specială de conservare — SAC, sit de importanță comunitară — SCI) din Suedia întinsă pe o suprafață de 4.641,2 ha, integral pe uscat.

## Localizare
Centrul sitului Dalkarlskölen este situat la coordonatele 61°40′05″N 13°51′34″E / 61.6681°N 13.8595°E.

## Înființare
Situl Dalkarlskölen a fost declarat sit de importanță comunitară în aprilie 2004 pentru a proteja un număr necunoscut de specii din flora spontană și fauna sălbatică aflate în arealul zonei. Situl a fost protejat și ca arie specială de conservare în martie 2011.

## Biodiversitate
Situată în ecoregiunea boreală, aria protejată conține 11 habitate naturale: Pășuni din zone de pădure fino-scandinave, Mlaștini împădurite, Păduri nordice subalpine/subarctice cu Betula pubescens ssp. czerepanovii, Liziere de ierburi înalte hidrofile de câmpie și de nivel montan până la alpin, Taiga vestică, Turbării Aapa, Ape oligotrofe din câmpii nisipoase, cu un conținut foarte redus de minerale (Littorelletalia uniflorae), Lacuri și iazuri distrofice naturale, Mlaștini turboase de tranziție și turbării mișcătoare, Pajiști alpine și boreale, Izvoare fino-scandinave și mlaștini produse de izvoare bogate în minerale.
La baza desemnării sitului se află un număr nedeclarat de specii protejate.